# アラン・ストーン (プロレスラー)
アラン・ストーン（Alan Stone、1977年5月23日 - ）は、メキシコのプロレスラー。メキシコシティ出身。
新日本プロレスに最初にオカマギミックを持ち込んだエル・グレコの子で兄にジョーディー・ストーン、弟にクリス・ストーンがいる。

## 来歴
1997年11月23日、父のコーチを受け、ハリウッドと名乗りトゥランゴでテクニコとしてデビュー。
1999年11月20日に改名。
2004年2月にはショッカーの1000%グアボス大学の2期生の一次試験に合格。ロス・グアボス第三の男に抜擢されたが、実力不足でチームは自然解散する。
2005年6月18日のトレオン大会より、AAAに移籍する。同日に組んだ超人気者のイントカブレ負傷し、欠場の間にそのキャラをパクる。11月25日のケレタロ戦で復帰したイントカブレをあそってグアボスVIP入り。

## タイトル歴
- AAA世界混合タッグ王座
- メキシコ州トリオ王座